# Пакленица
Пакленица (на хърватски: Paklenica) е национален парк в Хърватия. Намира се в северна Далмация на южните склонове на планината Велебит. Паркът е основан на 19 октомври 1949. През 1977 г. заедно с Национален парк Северен Велебит е обявен за биосферен резерват от ЮНЕСКО.

## Общи сведения
Национален парк Пакленица е отдалечен на 20 км в североизточна посока от Задар. Най-близкото населено място е село Стариград, Задарска жупания.
Най-голямото богатство на парка са горите и геоморфологичните особености на релефа. Особено ценни са горските масиви от бук и черен бор. Именно от названието на смолата на черния бор (паклина) паркът е получил името си. В миналото населението в района събирало тази смола и я използвало за направа на лодки, при строежа на къщи и др. Около 55% от парка е покрит с гори, 45% е обезлесен карстов район, около 7% са ливади и пасища.
В геоморфоложко отношение най-интересни и впечатляващи са каньоните Малка и Голяма Пакленица (Mala Paklenica и Velika Paklenica). В Голяма Пакленица стените на каньона са със средна височина 400 м, но при Анича кук (Anića kuk) се разширяват и достигат 712 м, което ги прави предпочитано място за голям брой катерачи.
Най-високите върхове на планината Велебит попадат именно на територията на парка: Вагански връх (1757 м) и Свето бърдо (1753 м). Пещерите в границите на парка са над 37, но най-интересна е може би Манита Печ (Manita Peć) с дължина 175 м, разделена на две широки зали със сталагмити и сталактити.
В Пакленица има изградени еко пътеки с обща дължина над 200 м.

## Флора и фауна
В Пакленица са вписани 1000 растителни вида и подвидове, 70 от които са ендемити. Голямото разнообразие от реликтни, ендемични, редки и защитени от закона растения превръщат парка в изключително ценна зона не само за Хърватия, но и за Европа и света.
Пакленица е местообитание на над 40 вида земноводни и влечуги. Сред тях се нарежда напр. защитената от закона степна усойница.
В Пакленица са регистрирани 230 вида птици. Особено интересни за орнитолозите са белоглавият лешояд, скалната зидарка, синият скален дрозд, скалният орел, орелът змияр, белогръбият кълвач, средният пъстър кълвач и др.
Бозайниците са 53 вида, сред тях: сърна, дива коза, кафява мечка и др.